# Nocówkowate
Nocówkowate, jaszczurki nocne (Xantusiidae) – rodzina małych jaszczurek z infrarzędu Scincomorpha w rzędzie łuskonośnych (Squamata).
OpisRodzina składa się z prawie 40 małych gatunków, które pokrojem ciała przypominają typowe jaszczurki. Kończyny pięciopalczaste, dobrze wykształcone. Oczy z eliptycznymi źrenicami osłonięte nieruchomo zrośniętymi, przezroczystymi powiekami. Grzbiet pokryty małymi łuskami, a brzuch szerokimi tarczkami. Ubarwienie szarobrązowe.
RozmiaryDługość od 4 do 12 cm.
BiotopNizinne, wilgotne obszary lub tereny górzyste na obrzeżach lasów i wśród rumowisk skalnych.
PokarmOwady, pająki, skorpiony i inne małe zwierzęta. Niektóre zjadają też pokarm roślinny.
ZachowanieWykazują aktywność w ciągu dnia. Z powodu skrytego trybu życia długo uważane były za gatunki prowadzące nocny tryb życia. Są bardzo ruchliwe. W dzień ukrywają się pod kamieniami, w różnych szczelinach, kaktusach i agawach, czy zmurszałych pniach.
RozmnażanieŻyworodne. Samice najczęściej rodzą 2 młode.
WystępowanieAmeryka Północna – południowo-zachodnie USA, Meksyk, Ameryka Centralna aż po Panamę; także Kuba i kilka małych wysp u wybrzeży Kalifornii.

## Systematyka
Do rodziny należą następujące rodzaje:
- Cricosaura – jedynym przedstawicielem jest Cricosaura typica
- Lepidophyma
- Xantusia